# Blut, Schweiß und Tränen (Film)
Der Spielfilm Blut, Schweiß und Tränen ist eine US-amerikanisch-britische Gemeinschaftsproduktion aus dem Jahr 2009 mit biografisch-dramatischem Charakter. Regie führte Thaddeus O’Sullivan. Hauptperson des Films ist Winston Churchill, zweifacher britischer Premierminister und Literaturnobelpreisträger (1953) für seine politischen und historischen Werke. Der Film zeigt Churchills Kampf gegen die deutsche Wehrmacht während des Zweiten Weltkrieges und verdeutlicht dabei, wie er durch sein psychologisches Geschick den niedergeschlagenen Briten nach den Niederlagen mit seinen Reden und seinem Tatendrang wieder Motivation gab und ihnen zum Wiederaufstehen verhalf. Der Film war für 14 Primetime-Emmy-Awards nominiert.

## Handlung
Während des Zweiten Weltkrieges spielte der britische Staatsmann Winston Churchill eine bedeutende Rolle im Kampf gegen das nationalsozialistische Deutsche Reich. Seiner Führung und Inspiration war zu verdanken, dass Millionen von Menschen ihren Kampfesmut nicht verloren.
Der Film beginnt 1940 mit dem Einmarsch deutscher Truppen in Belgien. Zur gleichen Zeit wird Churchill nach dem Rücktritt von Premier Neville Chamberlain neuer Regierungschef des britischen Empires. Sein Tatendrang ist von Anfang an spürbar und er wird charismatisch dargestellt. Ein kluger Schachzug gleich zu Beginn ist die Bildung einer nationalen Regierungskoalition aller Parteien für die Dauer des Krieges.
Die erste wichtige Mission ist die Evakuierung der bei Dünkirchen eingekesselten britischen Armee. Der Film zeigt politische Diskussionen und macht die Probleme des geplanten Einsatzes deutlich. Dabei gibt er auch Einblick in Churchills Familienleben. Seine Motivation und auch die Belastung seiner Gesundheit durch die viele Arbeit wird ebenfalls thematisiert.
Nach der Kapitulation Frankreichs ist die nächste Diskussion die Versenkung der französischen Flotte, damit sie nicht Hitler in die Hände fällt. Auch Gespräche zur Motivation der Armee werden dargestellt. Nach Japans Angriff auf Pearl Harbor treten auch die USA in den Krieg ein. Nach und nach werden alle für Großbritannien relevanten Geschehnisse des Zweiten Weltkriegs dargestellt und immer wieder wird auf Churchills Entscheidungsfindung eingegangen. Die Diskussion um Opfer unter der deutschen Zivilbevölkerung durch großflächige Bombardierung ist einer der Hauptpunkte des Films.
Der Film endet mit der Niederlage Churchills bei den Wahlen nach dem Krieg und wie er damit umgeht. Nach all seinem Einsatz während des Krieges ist er von dem Ergebnis tief enttäuscht.

## Kritik
Brendan Gleeson verkörpert Churchill relativ überzeugend. Die zahlreichen Reden zeigen dabei seine Fähigkeiten und Talente deutlich. Vom Kriegsgeschehen selbst präsentiert Regisseur O’Sullivan aber nur das Nötigste, damit der Sinn der Reden nicht verloren geht. Allerdings haben die anderen wichtigen Staatsmänner des Krieges wie Roosevelt und Stalin nur ein Schattendasein.
Die Frankfurter Allgemeine Zeitung lobt, dass kleine menschliche Schwächen Churchills nicht beiseitegelassen werden. Er war ein Militärmann und hatte resultierend daraus keine Abneigung gegen Krieg. Mehrheitlich kritisch gesehene Entscheidungen und Meinungen Churchills wie beispielsweise der Befehl zur Bombardierung der noch zuvor verbündeten französischen Flotte vernachlässigt der Film nicht. Viele kritische Fragen dazu werden aber auch nicht gestellt.

## Auszeichnungen
Emmy Award für Brendan Gleeson als „Bester Hauptdarsteller in einer Miniserie oder einem Fernsehfilm“.